# Asimov’s Science Fiction
Az Asimov’s Science Fiction egy tudományos-fantasztikus magazin, 1977-ben alapította Joel Davis és Isaac Asimov.

## Történet
- Az újságban kezdetben csak sci-fi írások jelentek meg, de ezt később a „high fantasy”-val kibővítették
- 1978-tól kéthavonta jelenik meg (addig csak negyedévente)
- 1979-től havilap
- 1980-as években négyhetente jelenik meg, plusz egy decemberi extra szám
- az 1990-es évektől évi 10 számot adnak ki, de köztük több dupla szám
- 1992 januárjában Bantam Doubleday Dell kiadó megvásárolta az újságot

## Érdekességek
45 Hugo és 25 Nebula-díjas novella jelent meg az újságban

## Szerkesztői
- George H. Scithers, 1977-1982
- Kathleen Moloney, 1982

- Shawna McCarthy, 1983-1985
- Gardner Dozois, 1986-2004
- Sheila Williams, 2004-napjainkig